# César do Canto Machado
César do Canto Machado (Araranguá, 10 de abril de 1951 – Florianópolis, 12 de maio de 2021) foi um escritor brasileiro.

## Atividades literárias
Membro da Academia Desterrense de Letras, de Florianópolis, Cadeira 28, cujo patrono é o poeta catarinense Virgílio Várzea. Ingressou em 28 de novembro de 2001.

## Morte
Morreu em 12 de maio de 2021, aos 70 anos, de acidente vascular cerebral.

## Obras publicadas
- Praça XV Onde Tudo Acontece – Ed. Insular 2000[3]
- História do Futebol Catarinense – Ed. Insular 2000[4]
- Biografias de Catarinenses Notáveis – Ed. Insular 2001[5]
- Em Nome do Rei – S. Catarina em Nome da Realeza – Ed. Insular 2004[6]
- Biblioteca Pública – 153 Anos de História – Ed. Insular 2007[7]
- Tubarão 1974 – Fatos e Relatos da Grande Enchente – Ed. Unisul 2005[8]
- Hercílio Luz F.Cl – Vida e Glória do Leão do Sul – Ed. Unisul 2008[9]
- Bom Retiro Conta sua História – Ed. do autor 1990

## Atividades na imprensa
- Repórter e redator, de 1971 a 1976 e 1978 da Rádio Tabajara de Tubarão (SC).
- Repórter e redator da Sucursal de Tubarão (SC), do jornal “O Estado”, de Florianópolis, de 1972 a 1976 e 1978.
- Repórter correspondente da Rádio Eldorado de Criciúma (SC) no Rio de Janeiro, em 1976, 1977 e 1978.
- Repórter e redator do periódico “Nosso Jornal” de Tubarão (SC), em 1978.
- Proprietário, repórter e redator do jornal “O Redator”, de Bom Retiro (SC), em 1985.
- Repórter e redator da Rádio Estadual de Ibirama (SC), em 1986.
- Repórter correspondente da Rádio Eldorado, de Criciúma (SC), em Brasília, em 1997.
- Redator do Jornal da Caixa (Caixa Econômica Federal), da ABDER (associação dos empregados do Departamento de Estadas de Rodagem) e assessor de gabinete no Congresso Nacional, em Brasília, 1996/98.
- Repórter e redator da Rádio Eldorado de Florianópolis, em 1995.